# Elitserien i bandy 2011/2012
Elitserien i bandy 2011/2012 var femte säsongen som Sveriges högsta division i bandy för herrar var en rak 14-lagsserie. Grundserien spelades mellan 25 oktober 2011-21 februari 2012, och vanns av Sandvikens AIK. Säsongen avslutades med att Sandvikens AIK även blev svenska mästare, genom att besegra Villa Lidköping BK med 6–5 i finalen på Studenternas IP i Uppsala.

## Förlopp
- Den 4 april 2011 meddelades att samtliga klubbar fått sina elitlicenser beviljade.[2]
- Serien inleddes med matchen Villa Lidköping BK-Sandvikens AIK, som slutade 5-7 efter bland annat tre mål av bortalagets 24-åring Johan Löfstedt.[3]
- Den 28 oktober 2011, i samband med matchen Tillberga IK-Edsbyns IF i ABB Arena Syd, blev Per Fosshaug världens första bandyspelare att få sin tröja upphissad i taket.[4]
- Med GAIS debut hamnade klubben i en skara på åtta klubbar som spelat i den svenska högstadivisionen i Sveriges tre stora lagsporter, bandy, fotboll och ishockey. Övriga klubbar är (oktober 2011) AIK, Djurgårdens IF, Hammarby IF, Örebro SK, Västerås SK, IFK Norrköping och Reymersholms IK.[5]
- Edsbyns IF:s målvakt Anders Svensson spelade den 25 november 2011 sin 500:e raka match, då Edsbyns IF slog Västerås SK med 9-0 på hemmaplan.[6]
- Skytteligan vanns av David Karlsson, Villa Lidköping BK med 55 fullträffar.[7].

## Tabell
| Nr | Lag               | S  | V  | O | F  | GM  | IM  | MS   | P  |
| -- | ----------------- | -- | -- | - | -- | --- | --- | ---- | -- |
| 1  | Sandvikens AIK    | 26 | 19 | 1 | 6  | 146 | 102 | +44  | 39 |
| 2  | Villa Lidköping   | 26 | 18 | 2 | 6  | 154 | 110 | +44  | 38 |
| 3  | Bollnäs GoIF      | 26 | 15 | 5 | 6  | 122 | 79  | +43  | 35 |
| 4  | Västerås SK       | 26 | 15 | 3 | 8  | 133 | 101 | +32  | 33 |
| 5  | Edsbyns IF        | 26 | 13 | 4 | 9  | 122 | 101 | +21  | 30 |
| 6  | IFK Kungälv       | 26 | 13 | 3 | 10 | 111 | 86  | +25  | 29 |
| 7  | Hammarby IF       | 26 | 11 | 7 | 8  | 105 | 105 | 0    | 29 |
| 8  | Broberg/Söderhamn | 26 | 10 | 8 | 8  | 106 | 96  | +10  | 28 |
| 9  | Gais              | 26 | 9  | 6 | 11 | 94  | 92  | +2   | 24 |
| 10 | IFK Vänersborg    | 26 | 10 | 4 | 12 | 106 | 111 | −5   | 24 |
| 11 | IK Sirius         | 26 | 8  | 5 | 13 | 89  | 108 | −19  | 21 |
| 12 | Vetlanda BK       | 26 | 6  | 3 | 17 | 90  | 133 | −43  | 15 |
| 13 | Kalix BF          | 26 | 5  | 2 | 19 | 90  | 151 | −61  | 12 |
| 14 | Tillberga IK      | 26 | 3  | 1 | 22 | 81  | 184 | −103 | 7  |

## Seriematcherna
| Matchresultat | Matchresultat |
| --- | --- |
| Datum Match Resultat Domare - 25 oktober 2011 19:15 Villa Lidköping BK – Sandvikens AIK 5 – 7 Peter Öhrlund - 28 oktober 2011 19:00 Tillberga IK – Edsbyns IF 2 – 7 Mikael Karlsson (Uppsala) - 28 oktober 2011 19:00 IK Sirius – GAIS 1 – 1 Håkan Sjösten - 28 oktober 2011 19:00 Bollnäs GIF – Kalix BF 8 – 1 Roland Fager - 28 oktober 2011 19:00 Vetlanda BK – Broberg Söderhamn Bandy 7 – 5 Mikael Karlsson (Grästorp) - 28 oktober 2011 19:00 IFK Vänersborg – Hammarby IF 6 – 6 Jonas Kandell - 29 oktober 2011 15:00 IFK Kungälv – Västerås SK 6 – 3 Anders Kristiansson - 1 november 2011 19:15 Västerås SK – IK Sirius 10 – 1 Roland Fager - 2 november 2011 19:00 Kalix BF – Tillberga IK 8 – 0 Keijo Hyvärinen - 2 november 2011 19:00 Hammarby IF – Villa Lidköping BK 6 – 3 Håkan Sjösten - 2 november 2011 19:00 Edsbyns IF – IFK Kungälv 2 – 2 Ulrik Bergman - 2 november 2011 19:00 Sandvikens AIK – Vetlanda BK 5 – 4 Jonas Kandell - 4 november 2011 19:00 Västerås SK – Villa Lidköping BK 9 – 4 Anders Kristiansson - 4 november 2011 19:00 Edsbyns IF – IFK Vänersborg 8 – 3 Håkan Sjösten - 4 november 2011 19:00 Broberg Söderhamn Bandy – IFK Kungälv 6 – 5 Ronny Andersson - 4 november 2011 19:00 Bollnäs GIF – Sandvikens AIK 3 – 1 Ulrik Bergman - 4 november 2011 19:00 Kalix BF – IK Sirius 2 – 1 Peter Öhrlund - 5 november 2011 15:00 Vetlanda BK – Tillberga IK 4 – 4 Kent Lisell - 7 november 2011 19:00 Villa Lidköping BK – GAIS 2 – 2 Jonas Kandell - 8 november 2011 19:15 Hammarby IF – Sandvikens AIK 2 – 7 Mikael Karlsson (Uppsala) - 9 november 2011 19:00 Tillberga IK – Broberg Söderhamn Bandy 5 – 9 Håkan Sjösten - 9 november 2011 19:00 IK Sirius – Edsbyns IF 2 – 3 Kent Lisell - 9 november 2011 19:00 IFK Vänersborg – Västerås SK 3 – 3 Christoffer Aidesjö - 11 november 2011 19:00 Sandvikens AIK – GAIS 7 – 3 Peter Öhrlund - 11 november 2011 19:00 Bollnäs GIF – Vetlanda BK 7 – 5 Thomas Nordin - 11 november 2011 19:00 Hammarby IF – Västerås SK 5 – 4 Mikael Karlsson (Grästorp) - 11 november 2011 19:00 IFK Vänersborg – Kalix BF 5 – 6 Roland Fager - 12 november 2011 16:00 IK Sirius – Broberg Söderhamn Bandy 5 – 5 Anders Kristiansson - 13 november 2011 13:15 IFK Kungälv – Kalix BF 5 – 3 Ulrik Bergman - 13 november 2011 16:00 Tillberga IK – Bollnäs GIF 4 – 3 Ronny Andersson - 14 november 2011 19:00 Villa Lidköping BK – Edsbyns IF 8 – 1 Roland Fager - 15 november 2011 18:45 Broberg Söderhamn Bandy – IFK Vänersborg 4 – 6 Jonas Kandell - 16 november 2011 19:00 Sandvikens AIK – Tillberga IK 10 – 3 Mikael Karlsson (Uppsala) - 16 november 2011 19:00 Kalix BF – Villa Lidköping BK 5 – 6 Peteri Kuusela - 16 november 2011 19:00 Edsbyns IF – Hammarby IF 7 – 0 Peter Öhrlund - 16 november 2011 19:00 Bollnäs GIF – IFK Kungälv 7 – 2 Håkan Sjösten - 16 november 2011 19:00 Vetlanda BK – IK Sirius 6 – 5 Mikael Karlsson (Grästorp) - 18 november 2011 19:00 Hammarby IF – Kalix BF 6 – 2 Thomas Nordin - 18 november 2011 19:00 IFK Vänersborg – Vetlanda BK 4 – 3 Kent Lisell - 19 november 2011 15:00 Västerås SK – Sandvikens AIK 10 – 4 Roland Fager - 19 november 2011 15:00 GAIS – Edsbyns IF 2 – 5 Keijo Hyvärinen - 19 november 2011 16:00 IK Sirius – Bollnäs GIF 4 – 5 Ronny Andersson - 19 november 2011 17:00 Villa Lidköping BK – Broberg Söderhamn Bandy 7 – 3 Mikael Karlsson (Grästorp) - 20 november 2011 13:15 IFK Kungälv – Tillberga IK 5 – 1 Keijo Hyvärinen - 22 november 2011 19:15 Vetlanda BK – Villa Lidköping BK 1 – 6 Anders Kristiansson - 23 november 2011 19:00 Västerås SK – GAIS 4 – 2 Håkan Sjösten - 23 november 2011 19:00 Broberg Söderhamn Bandy – Hammarby IF 6 – 3 Mikael Karlsson (Uppsala) - 23 november 2011 19:00 Bollnäs GIF – IFK Vänersborg 4 – 1 Kent Lisell - 23 november 2011 19:00 Sandvikens AIK – IFK Kungälv 5 – 2 Max Johansson - 25 november 2011 19:00 Edsbyns IF – Västerås SK 9 – 0 Ulrik Bergman - 25 november 2011 19:00 IFK Kungälv – Vetlanda BK 4 – 2 Mikael Karlsson (Grästorp) - 25 november 2011 20:00 Broberg Söderhamn Bandy – Bollnäs GIF 5 – 4 Mikael Karlsson (Uppsala) - 27 november 2011 12:30 Kalix BF – GAIS 2 – 4 Roland Fager - 27 november 2011 16:00 Tillberga IK – IK Sirius 4 – 10 Christoffer Aidesjö - 29 november 2011 19:15 Villa Lidköping BK – Bollnäs GIF 3 – 3 Peter Öhrlund - 30 november 2011 19:00 Sandvikens AIK – IK Sirius 5 – 1 Jonas Kandell - 2 december 2011 19:00 Hammarby IF – Vetlanda BK 8 – 2 Jonas Kandell - 2 december 2011 19:00 GAIS – Broberg Söderhamn Bandy 1 – 1 Kent Lisell - 2 december 2011 19:00 Edsbyns IF – Sandvikens AIK 6 – 3 Roland Fager - 2 december 2011 19:00 IFK Vänersborg – Tillberga IK 4 – 6 Max Johansson - 3 december 2011 15:00 Västerås SK – Kalix BF 11 – 3 Mikael Karlsson (Uppsala) - 3 december 2011 16:00 IK Sirius – IFK Kungälv 4 – 3 Keijo Hyvärinen - 5 december 2011 19:00 GAIS – IFK Vänersborg 6 – 5 Peter Öhrlund - 6 december 2011 19:15 Bollnäs GIF – Hammarby IF 4 – 4 Ulrik Bergman - 7 december 2011 19:00 Vetlanda BK – GAIS 4 – 6 Peter Öhrlund - 7 december 2011 19:00 IFK Kungälv – IFK Vänersborg 5 – 1 Jonas Kandell - 7 december 2011 19:00 Kalix BF – Edsbyns IF 6 – 2 Kent Lisell - 7 december 2011 19:00 Tillberga IK – Villa Lidköping BK 4 – 8 Anders Kristiansson - 7 december 2011 19:00 Broberg Söderhamn Bandy – Västerås SK 1 – 2 Thomas Nordin - 9 december 2011 19:00 Edsbyns IF – Broberg Söderhamn Bandy 6 – 4 Jonas Kandell - 9 december 2011 19:00 Kalix BF – Sandvikens AIK 3 – 9 Peter Öhrlund - 9 december 2011 19:00 Hammarby IF – Tillberga IK 4 – 1 Ronny Andersson - 9 december 2011 19:00 Västerås SK – Vetlanda BK 5 – 2 Håkan Sjösten - 12 december 2011 19:00 Villa Lidköping BK – IFK Kungälv 5 – 4 Mikael Karlsson (Uppsala) - 13 december 2011 19:15 Broberg Söderhamn Bandy – Kalix BF 6 – 2 Roland Fager - 14 december 2011 19:00 GAIS – Hammarby IF 2 – 2 Max Johansson - 14 december 2011 19:00 IFK Vänersborg – IK Sirius 4 – 6 Anders Kristiansson - 16 december 2011 19:00 IFK Kungälv – Hammarby IF 5 – 3 Max Johansson - 16 december 2011 19:00 IK Sirius – Villa Lidköping BK 0 – 3 Christoffer Aidesjö - 16 december 2011 19:00 Tillberga IK – GAIS 8 – 4 Thomas Nordin - 16 december 2011 19:00 Sandvikens AIK – IFK Vänersborg 6 – 6 Ronny Andersson - 16 december 2011 19:00 Vetlanda BK – Edsbyns IF 4 – 5 Anders Kristiansson - 16 december 2011 19:00 Bollnäs GIF – Västerås SK 3 – 1 Keijo Hyvärinen - 26 december 2011 13:15 GAIS – IFK Kungälv 1 – 6 Roland Fager - 26 december 2011 13:15 Hammarby IF – IK Sirius 5 – 5 Peter Öhrlund - 26 december 2011 13:15 Västerås SK – Tillberga IK 7 – 4 Ulrik Bergman - 26 december 2011 14:30 Kalix BF – Vetlanda BK 4 – 4 Keijo Hyvärinen - 26 december 2011 15:00 Broberg Söderhamn Bandy – Sandvikens AIK 5 – 2 Anders Kristiansson - 26 december 2011 15:00 Edsbyns IF – Bollnäs GIF 2 – 7 Jonas Kandell - 26 december 2011 17:00 Villa Lidköping BK – IFK Vänersborg 3 – 4 Håkan Sjösten | Datum Match Resultat Domare - 30 december 2011 19:00 IK Sirius – IFK Vänersborg 4 – 3 Ronny Andersson - 30 december 2011 19:00 Bollnäs GIF – GAIS 5 – 4 Roland Fager - 30 december 2011 19:00 Tillberga IK – Hammarby IF 2 – 7 Anders Kristiansson - 30 december 2011 19:00 IFK Kungälv – Villa Lidköping BK 9 – 3 Peter Öhrlund - 30 december 2011 19:00 Broberg Söderhamn Bandy – Edsbyns IF 3 – 3 Keijo Hyvärinen - 30 december 2011 19:00 Vetlanda BK – Västerås SK 3 – 8 Christoffer Aidesjö - 30 december 2011 19:00 Sandvikens AIK – Kalix BF 11 – 3 Henric Björkholm - 3 januari 2012 19:00 Edsbyns IF – Vetlanda BK 4 – 2 Mikael Karlsson (Uppsala) - 3 januari 2012 19:00 IFK Vänersborg – Sandvikens AIK 4 – 2 Christoffer Aidesjö - 3 januari 2012 19:00 Kalix BF – Broberg Söderhamn Bandy 1 – 4 Ulrik Bergman - 3 januari 2012 19:00 Hammarby IF – IFK Kungälv 4 – 4 Jonas Kandell - 3 januari 2012 19:00 Villa Lidköping BK – IK Sirius 6 – 4 Kent Lisell - 3 januari 2012 19:15 Västerås SK – Bollnäs GIF 3 – 3 Keijo Hyvärinen - 6 januari 2012 13:15 IK Sirius – Hammarby IF 4 – 4 Håkan Sjösten - 6 januari 2012 13:15 Sandvikens AIK – Broberg Söderhamn Bandy 7 – 4 Keijo Hyvärinen - 6 januari 2012 13:15 IFK Kungälv – GAIS 2 – 1 Roland Fager - 6 januari 2012 14:00 Tillberga IK – Västerås SK 1 – 8 Mikael Karlsson (Uppsala) - 6 januari 2012 16:00 Vetlanda BK – Kalix BF 5 – 3 Kent Lisell - 6 januari 2012 17:00 IFK Vänersborg – Villa Lidköping BK 2 – 5 Peter Öhrlund - 6 januari 2012 17:00 Bollnäs GIF – Edsbyns IF 4 – 1 Ulrik Bergman - 8 januari 2012 13:15 GAIS – Kalix BF 4 – 2 Roland Fager - 9 januari 2012 19:15 IFK Kungälv – IK Sirius 0 – 3 Christoffer Aidesjö - 11 januari 2012 19:00 Bollnäs GIF – Villa Lidköping BK 4 – 6 Mikael Karlsson (Uppsala) - 11 januari 2012 19:00 Vetlanda BK – Hammarby IF 2 – 5 Anders Kristiansson - 11 januari 2012 19:00 Kalix BF – Västerås SK 3 – 4 Ulrik Bergman - 11 januari 2012 19:00 Sandvikens AIK – Edsbyns IF 6 – 4 Peter Öhrlund - 11 januari 2012 19:00 Tillberga IK – IFK Vänersborg 3 – 6 Kent Lisell - 11 januari 2012 19:00 Broberg Söderhamn Bandy – GAIS 3 – 6 Håkan Sjösten - 13 januari 2012 19:00 IFK Vänersborg – IFK Kungälv 5 – 2 Ulrik Bergman - 13 januari 2012 19:00 Edsbyns IF – Kalix BF 10 – 4 Håkan Sjösten - 13 januari 2012 19:00 Hammarby IF – Bollnäs GIF 4 – 3 Jonas Kandell - 14 januari 2012 11:45 Västerås SK – Broberg Söderhamn Bandy 3 – 3 Roland Fager - 14 januari 2012 16:00 IK Sirius – Sandvikens AIK 3 – 6 Keijo Hyvärinen - 14 januari 2012 17:00 Villa Lidköping BK – Tillberga IK 8 – 3 Mikael Karlsson (Uppsala) - 16 januari 2012 19:00 GAIS – Vetlanda BK 5 – 3 Henric Björkholm - 16 januari 2012 20:00 IFK Kungälv – Sandvikens AIK 6 – 2 Peter Öhrlund - 17 januari 2012 19:00 IFK Vänersborg – Bollnäs GIF 6 – 3 Anders Kristiansson - 18 januari 2012 19:00 Villa Lidköping BK – Vetlanda BK 12 – 4 Jonas Kandell - 18 januari 2012 19:00 Hammarby IF – Broberg Söderhamn Bandy 4 – 4 - 18 januari 2012 19:00 IK Sirius – Tillberga IK 6 – 5 Christoffer Aidesjö - 18 januari 2012 19:00 Västerås SK – Edsbyns IF 6 – 2 Roland Fager - 20 januari 2012 19:00 Broberg Söderhamn Bandy – Villa Lidköping BK 3 – 6 Jonas Kandell - 20 januari 2012 19:00 Vetlanda BK – IFK Vänersborg 2 – 1 Håkan Sjösten - 20 januari 2012 19:00 Edsbyns IF – GAIS 2 – 2 Ulrik Bergman - 20 januari 2012 19:00 Sandvikens AIK – Västerås SK 6 – 0 Kent Lisell - 20 januari 2012 19:00 Bollnäs GIF – IK Sirius 4 – 1 Keijo Hyvärinen - 20 januari 2012 19:00 Kalix BF – Hammarby IF 3 – 5 Roland Fager - 22 januari 2012 15:00 GAIS – Bollnäs GIF 4 – 4 Ulrik Bergman - 22 januari 2012 16:00 Tillberga IK – IFK Kungälv 2 – 7 Ronny Andersson - 24 januari 2012 19:00 IFK Vänersborg – Broberg Söderhamn Bandy 4 – 4 Christoffer Aidesjö - 24 januari 2012 19:00 Hammarby IF – Edsbyns IF 7 – 5 Håkan Sjösten - 24 januari 2012 19:00 GAIS – Västerås SK 3 – 5 Peter Öhrlund - 24 januari 2012 19:00 IK Sirius – Vetlanda BK 6 – 2 Ronny Andersson - 24 januari 2012 19:00 Tillberga IK – Sandvikens AIK 3 – 8 Roland Fager - 24 januari 2012 19:00 Villa Lidköping BK – Kalix BF 12 – 5 Kent Lisell - 24 januari 2012 19:00 IFK Kungälv – Bollnäs GIF 3 – 4 Jonas Kandell - 3 februari 2012 19:00 GAIS – Tillberga IK 9 – 0 Henric Björkholm - 8 februari 2012 19:00 Västerås SK – IFK Vänersborg 6 – 5 Peter Öhrlund - 8 februari 2012 19:00 Vetlanda BK – Bollnäs GIF 2 – 7 Roland Fager - 8 februari 2012 19:00 GAIS – Villa Lidköping BK 5 – 7 Anders Kristiansson - 8 februari 2012 19:00 Sandvikens AIK – Hammarby IF 7 – 6 Ulrik Bergman - 8 februari 2012 19:00 Broberg Söderhamn Bandy – Tillberga IK 7 – 0 Thomas Nordin - 8 februari 2012 19:00 Edsbyns IF – IK Sirius 4 – 3 Jonas Kandell - 9 februari 2012 19:00 Kalix BF – IFK Kungälv 3 – 5 Kent Lisell - 10 februari 2012 19:00 Villa Lidköping BK – Västerås SK 9 – 8 Roland Fager - 10 februari 2012 19:00 Sandvikens AIK – Bollnäs GIF 4 – 3 Mikael Karlsson (Uppsala) - 10 februari 2012 19:15 IFK Vänersborg – Edsbyns IF 6 – 4 Henric Björkholm - 11 februari 2012 15:00 Hammarby IF – GAIS 3 – 4 Keijo Hyvärinen - 11 februari 2012 16:00 IK Sirius – Kalix BF 4 – 4 Thomas Nordin - 12 februari 2012 13:15 IFK Kungälv – Broberg Söderhamn Bandy 3 – 5 Ronny Andersson - 12 februari 2012 16:00 Tillberga IK – Vetlanda BK 3 – 6 Christoffer Aidesjö - 14 februari 2012 20:00 Edsbyns IF – Villa Lidköping BK 4 – 7 Håkan Sjösten - 15 februari 2012 19:00 Västerås SK – Hammarby IF 5 – 1 Peter Öhrlund - 15 februari 2012 19:00 GAIS – Sandvikens AIK 3 – 4 Jonas Kandell - 15 februari 2012 19:00 Vetlanda BK – IFK Kungälv 3 – 2 Mikael Karlsson (Grästorp) - 15 februari 2012 19:00 Bollnäs GIF – Tillberga IK 10 – 3 Kent Lisell - 15 februari 2012 19:00 Kalix BF – IFK Vänersborg 1 – 5 Juha-Matti Kannianen - 15 februari 2012 19:00 Broberg Söderhamn Bandy – IK Sirius 3 – 1 Håkan Sjösten - 17 februari 2012 19:00 Villa Lidköping BK – Hammarby IF 6 – 5 Mikael Karlsson (Grästorp) - 17 februari 2012 19:00 IFK Kungälv – Edsbyns IF 4 – 4 Thomas Nordin - 17 februari 2012 19:00 Bollnäs GIF – Broberg Söderhamn Bandy 1 – 1 Christoffer Aidesjö - 18 februari 2012 16:00 IK Sirius – Västerås SK 5 – 4 Anders Kristiansson - 18 februari 2012 17:00 IFK Vänersborg – GAIS 5 – 3 Henric Björkholm - 18 februari 2012 18:00 Vetlanda BK – Sandvikens AIK 6 – 7 Peter Öhrlund - 19 februari 2012 16:00 Tillberga IK – Kalix BF 6 – 7 Håkan Sjösten - 21 februari 2012 19:15 Broberg Söderhamn Bandy – Vetlanda BK 2 – 2 Jonas Kandell - 21 februari 2012 19:15 Västerås SK – IFK Kungälv 4 – 10 Henric Björkholm - 21 februari 2012 19:15 Sandvikens AIK – Villa Lidköping BK 5 – 4 Kent Lisell - 21 februari 2012 19:15 Kalix BF – Bollnäs GIF 4 – 9 Keijo Hyvärinen - 21 februari 2012 19:15 Hammarby IF – IFK Vänersborg 6 – 2 Ronny Andersson - 21 februari 2012 19:15 Edsbyns IF – Tillberga IK 12 – 4 Roland Fager - 21 februari 2012 19:15 GAIS – IK Sirius 7 – 0 Mikael Karlsson (Grästorp) |

## Slutspel
Slutspelet påbörjades 26 februari och avslutades med finalen på Studenternas IP i Uppsala 25 mars.
|  | Kvartsfinaler | Kvartsfinaler           | Kvartsfinaler |                    |   | Semifinaler        | Semifinaler | Semifinaler |  |  | Final | Final | Final |  |
|  |               |                         |               |                    |   |                    |             |             |  |  |       |       |       |  |
|  | 1             | Sandvikens AIK          | 3             |                    |   |                    |             |             |  |  |       |       |       |  |
|  | 1             | Sandvikens AIK          | 3             |                    |   |                    |             |             |  |  |       |       |       |  |
|  | 5             | Edsbyns IF              | 2             |                    |   |                    |             |             |  |  |       |       |       |  |
|  | 5             | Edsbyns IF              | 2             |                    | 1 | Sandvikens AIK     | 3           |             |  |  |       |       |       |  |
|  |               |                         |               |                    | 1 | Sandvikens AIK     | 3           |             |  |  |       |       |       |  |
|  |               |                         | 7             | Hammarby IF        | 0 |                    |             |             |  |  |       |       |       |  |
|  | 4             | Västerås SK             | 7             | Hammarby IF        | 0 | 2                  |             |             |  |  |       |       |       |  |
|  | 4             | Västerås SK             |               |                    |   |                    |             |             |  |  |       |       |       |  |
|  | 7             | Hammarby IF             | 3             |                    |   |                    |             |             |  |  |       |       |       |  |
|  | 7             | Hammarby IF             | 3             |                    | 1 | Sandvikens AIK     | 6           |             |  |  |       |       |       |  |
|  |               |                         |               |                    |   |                    |             |             |  |  |       |       |       |  |
|  |               |                         | 2             | Villa Lidköping BK | 5 |                    |             |             |  |  |       |       |       |  |
|  | 2             | Villa Lidköping BK      | 2             | Villa Lidköping BK | 5 | 3                  |             |             |  |  |       |       |       |  |
|  | 2             | Villa Lidköping BK      |               |                    |   |                    |             |             |  |  |       |       |       |  |
|  | 6             | IFK Kungälv             | 2             |                    |   |                    |             |             |  |  |       |       |       |  |
|  | 6             | IFK Kungälv             | 2             |                    | 2 | Villa Lidköping BK | 3           |             |  |  |       |       |       |  |
|  |               |                         |               |                    | 2 | Villa Lidköping BK | 3           |             |  |  |       |       |       |  |
|  |               |                         | 3             | Bollnäs GoIF       | 1 |                    |             |             |  |  |       |       |       |  |
|  | 3             | Bollnäs GoIF            | 3             | Bollnäs GoIF       | 1 | 3                  |             |             |  |  |       |       |       |  |
|  | 3             | Bollnäs GoIF            |               |                    |   |                    |             |             |  |  |       |       |       |  |
|  | 8             | Broberg/Söderhamn Bandy | 0             |                    |   |                    |             |             |  |  |       |       |       |  |

## Kval till Elitserien 2012/2013
11:e och 12:e lag i Elitserien mötte tvåorna i Allsvenskan i dubbelmöten om två platser i nästa års Elitserie. Lagen från Elitserien parades ihop med var sitt lag från Allsvenskan efter geografisk närhet och vinnarna i mötena kvalificerade sig för nästa års Elitserie. Vetlanda mötte Gripen från Allsvenskan södra och Sirius mötte Örebro från Allsvenskan norra. Vetlanda och Sirius segrade och kvalificerade sig därmed för Elitserien 2012/2013.
Tid			Match				Resultat	Domare
- 29 februari 2012 19:00	Örebro SK Bandy – IK Sirius	3 – 6	Mikael Karlsson (Grästorp)
- 29 februari 2012 19:00	Gripen Trollhättan BK – Vetlanda BK	2 – 5	Anders Kristiansson
- 3 februari 2012 15:00	Vetlanda BK – Gripen Trollhättan BK	6 – 3	Mikael Karlsson (Grästorp)
- 3 mars 2012 16:00	IK Sirius – Örebro SK Bandy	7 – 5	Håkan Sjösten

### Fotnoter
1. ↑  Erik Jonsson. ”2010–2019”. Svenska Bandyförbundet. Arkiverad från originalet den 17 mars 2020. https://web.archive.org/web/20200317215219/https://www.svenskbandy.se/BANDYFINALEN/HISTORIK/Svenskamastare/Herrar/2010-2019. Läst 22 mars 2020.
2. ↑  Erik Jonsson (4 april 2025). ”Samtliga klubbar fick elitlicens”. Svenska Bandyförbundet. Arkiverad från originalet den 22 mars 2020. https://web.archive.org/web/20200322102556/https://www.svenskbandy.se/NYHETER/SENASTENYTT/samtligaklubbarfickelitlicens2. Läst 5 april 2011.
3. ↑  ”En ny stjärna tändes”. Svenska Bandyförbundet. 25 oktober 2011. Arkiverad från originalet den 22 mars 2020. https://web.archive.org/web/20200322102558/https://www.svenskbandy.se/NYHETER/SENASTENYTT/TV-matchenEnnystjarnatandes. Läst 26 oktober 2011.
4. ↑  Kevin Johansson (25 oktober 2011). ”Fosshaug hyllas mot Edsbyn” (på svenska). Västmanlands läns tidning. https://www.vlt.se/artikel/fosshaug-hyllas-mot-edsbyn. Läst 28 oktober 2011.
5. ↑  Claes-G. Bengtsson (27 oktober 2011). ”GAIS ny medlem i exklusiv klubb”. Svenska Bandyförbundet. Arkiverad från originalet den 22 mars 2020. https://web.archive.org/web/20200322102558/https://www.svenskbandy.se/NYHETER/SENASTENYTT/claes-ggaisnymedlemiexklusivklubb%3F%3F%3F%3F%3FshowComments%3Dtrue. Läst 28 oktober 2011.
6. ↑  ”Perfekt jubileum för Edsbyns målvakt” (på svenska). SVT Sport. 25 november 2011. https://www.svt.se/sport/artikel/perfekt-jubileum-for-edsbyns-malvakt. Läst 25 november 2011.
7. ↑  Erik Jonsson. ”Skyttekungar”. Svenska Bandyförbundet. Arkiverad från originalet den 11 mars 2016. https://web.archive.org/web/20160311201110/http://www.svenskbandy.se/SERIERCUPER/ELITSERIENHERR/HISTORIKSTATISTIK/STATISTIK/Malstatistik-overgripande/Skyttekungar/. Läst 7 december 2012.
8. ↑  ”Så spelas Elitserien, Slutspelet och kvalet”. Arkiverad från originalet den 7 november 2011. https://web.archive.org/web/20111107215843/http://iof1.idrottonline.se/SvenskaBandyforbundet/Tavlingochresultat/Elitserien/SaspelasElitserienSlutspeletochkvalet/. Läst 21 februari 2012.
9. ↑  ”Kval till Elitserien”. Arkiverad från originalet den 18 april 2013. https://archive.is/20130418115300/http://iof1.idrottonline.se/SvenskaBandyforbundet/Tavlingochresultat/Elitserien/Historikochstatistik/Resultatochtabeller/201112/KvaltillElitserien/. Läst 3 november 2012.